# João Luís Barreto Guimarães
João Luís Barreto Guimarães (Porto, 3 de Junho de 1967) é um médico, tradutor e poeta português.

## Biografia

### Nascimento e formação
Nasceu na cidade do Porto, em 3 de Junho de 1967. Frequentou a Universidade do Porto, onde concluiu uma licenciatura em Medicina e Cirurgia.

### Carreira
Destacou-se como poeta e tradutor, tendo lançado o seu primeiro livro de poemas, Há Violinos na Tribo, em 1989. Em 2019 editou a antologia O Tempo Avança por Sílabas, em comemoração dos trinta anos de carreira como escritor, onde recolheu  uma centena de poemas. As suas obras foram publicadas em várias antologias e revistas sobre literatura, em Portugal, Espanha, França, Bélgica, Holanda, Reino Unido, Alemanha, Áustria, Itália, Hungria, Bulgária, Roménia, Eslovénia, Croácia, Montenegro, Macedónia, México, Uruguai, República Dominicana, Estados Unidos da América, e Brasil. A sua obra Mediterrâneo foi igualmente publicada em espanhol. Edita também o weblog Poesia & Lda, onde faz a tradução e comentário de vários poemas de autores contemporâneos.
Também exerce como médico no Centro Hospitalar de Vila Nova de Gaia, sendo especialista em cirurgia plástica, reconstrutiva e estética.

## Prémios
Em 1992 foi condecorado com o prémio Criatividade das Nações Unidas. Em 2017 recebeu o Prémio Nacional de Poesia António Ramos Rosa, organizado pela Câmara Municipal de Faro, pelo seu livro Mediterrâneo. Em 2019 ganhou o Prémio Livro de Poesia do Ano da Bertrand, pela sua obra Nómada. Também foi por duas vezes finalista do Prémio Literário italiano Camaiore, tendo sido nomeado em 2019 pela obra Mediterrâneo, e em 2020 pela obra Nómada.
Em 2020, a versão inglesa do seu livro de poemas Mediterrâneo foi premiada com o Willow Run Poetry Book Award, da editora Hidden River Press, que iria ser responsável pela publicação do livro nos Estados Unidos da América. Foi o primeiro autor de origem não americana a receber este prémio.
Em 2022 foi distinguido com o Prémio Pessoa.

## Obras publicadas
- Há Violinos na Tribo (1989), Edição de Autor, com prefácio de Arnaldo Saraiva
- Rua Trinta e Um de Fevereiro (1991), Limiar
- Este Lado para Cima (1994), Limiar
- Lugares Comuns (2000), Mariposa Azual
- 3 [reunião dos três primeiros livros] (2001), Gótica
- Assinar a Pele (antologia de poesia contemporânea sobre gatos) (Org.) (2001), Assírio & Alvim
- Rés-do-Chão (2003), Gótica
- Luz Última (2006), Livros Cotovia
- A Parte pelo Todo (2009), Quasi
- Poesia Reunida (2011), Quetzal Editores, com posfácio de José Ricardo Nunes
- Você está Aqui (2013), Quetzal Editores
- Mediterrâneo (2016), Quetzal Editores
- Nómada (2018), Quetzal Editores
- O Tempo Avança por Sílabas (2019), Quetzal Editores
- Movimento (2020), Quetzal Editores